# Kasseapparat
Et kasseapparat er et apparat til sammenregning ved køb af varer. Ældre apparater udførte sammenlægningen mekanisk, mens i moderne apparater udføres det elektronisk. Moderne kasseapparater har typisk have taster til indtastning af pris, som bliver vist på en computerskærm eller varenummer samt en skuffe (af metal) til opbevaring af penge.
Det ældste kasseapparat, der er i brug i Danmark, står i herretøjsbutikken Harder i Aarhus og stammer fra 1917.

## Historie
Det første mekaniske kasseapparat blev opfundet af James Ritty og John Birch efter den amerikanske borgerkrig. James var ejer af en saloon i Dayton, Ohio i USA og ønskede at stoppe sine medarbejdere fra at stjæle hans overskud. Ritty Model I blev opfundet i 1879 efter at have set et apparat, der talte propellernes rotation på et dampskib. Ved hjælp af James bror, John Ritty, patenterede de opfindelsen i 1883. Den blev kaldt Ritty's Incorruptible Cashier.

## Moderne kasseapparater
Et moderne kasseapparat er typisk bygget sammen med et rullebånd til varer.